# イェーツ・カップ (小惑星)
イェーツ・カップ (12447 Yatescup) は、小惑星帯の小惑星の一つ。アリゾナ大学のスペースウォッチ・プロジェクトで発見された。
カナダの学生スポーツリーグであるオンタリオ大学アスレティックス (Ontario University Athletics) のフットボール部門の優勝トロフィー、イェーツ・カップ (Yates Cup) に因んで名付けられた。